# فرناندو أرويو
فرناندو أرويو (بالإنجليزية: Fernando Arroyo)‏ هو لاعب كرة قاعدة أمريكي، ولد في 7 يونيو 1952 في ساكرامنتو في الولايات المتحدة.

## وصلات خارجية
- فرناندو أرويو على موقعبيزبول رفرنس.كوم (الدوري الرئيسي) (الإنجليزية)
- فرناندو أرويو على موقعبيزبول رفرنس.كوم (الدوري الثانوي) (الإنجليزية)
- فرناندو أرويو على موقع مشجعي الرسوم البيانية (الإنجليزية)